# Iveco
Iveco S.p.A. (acrónimo de Industrial Vehicles Corporation (traducido como Corporación de Vehículos Industriales)) es un grupo industrial italiano con sede en Turín, filial de Exor. Diseña, construye y comercializa vehículos comerciales ligeros, medios y pesados, vehículos de cantera y obras, autobuses urbanos e interurbanos, y vehículos especiales para aplicaciones como extinción de incendios, misiones a campo a través, militares y defensa civil.
El nombre Iveco apareció por primera vez en 1975 tras la fusión de marcas italianas, francesas y alemanas.
Sus plantas de producción están ubicadas en Europa, China, Rusia, Australia, África, Argentina  y Brasil,  cuenta con unos 5.000 puntos de venta y asistencia en más de 160 países. La producción mundial de la compañía asciende a unos 150.000 vehículos comerciales y su volumen de facturación es de unos 10 mil millones de euros. La empresa se escindió de CNH Industrial el 1 de enero de 2022 y forma parte de Iveco Group N.V., una sociedad de cartera constituida en Ámsterdam, Países Bajos, que cotiza en Borsa Italiana.
El 30 de julio de 2025, Iveco anunció la venta de su negocio de vehículos comerciales (adquirido por Tata Motors) y su negocio de defensa (adquirido por Leonardo).

## Historia
Iveco fue creada por Fiat S.p.A. el 1 de enero de 1975 y es producto de la fusión de cinco compañías que funcionaban en Italia, Francia y Alemania: Fiat Veicoli Industriali (situada en Turín), OM (Brescia), Lancia Veicoli Speciali (Bolzano), Unic (Trappes) y Magirus (Ulm).
En los primeros años la sociedad estuvo centrada en su racionalización, integrando y optimizando los procesos productivos que, anteriormente, habían funcionado de manera autónoma, y la red de ventas, pero manteniendo las marcas originales. De 1975 a 1979, la gama de Iveco abarcaba 200 modelos básicos y 600 versiones, que iban desde las 2,7 toneladas de MMA hasta las más de 40 toneladas de los vehículos pesados, sin olvidar los autobuses y los motores.
En 1977, se introdujo la gama de vehículos ligeros a medianos Iveco Zeta, que sustituyó al OM Lupetto, con 20 años de antigüedad. En 1980, se completó la integración de la gama Fiat-OM con las líneas Unic y Magirus. Iveco se dedicó a aumentar la productividad y el desarrollo de motores. En 1978, Iveco lanzó el primer producto de la gama de vehículos ligeros de la marca Iveco: el Daily.
En 1978 Iveco lanzó su primer producto de la gama de vehículos ligeros con la marca Iveco, el Daily. Este vehículo fue concebido originalmente como un vehículo industrial pequeño, fiable y con una estructura sólida. En 1980 Iveco construyó el primer motor turbo diésel para vehículos industriales pesados. Así nacieron los modelos TurboDaily, Turbostar e Turbotech, destinados al transporte pesado y que cosecharon una buena acogida en Europa representando un éxito para el carácter emprendedor del grupo.
En la década de 1980, la estrategia corporativa estaba fuertemente orientada a la promoción de la marca, lo que le llevó a patrocinar eventos deportivos como los Juegos Olímpicos de 1980 en Moscú, la Copa Davis en 1982, las expediciones de Jacques Cousteau al Amazonas en 1983 y el Raid Pigafetta, en el que el Iveco-Fiat 75 PC 4x4 fue el primero en dar la vuelta completa al mundo. También se crearon dos nuevas divisiones: motores diésel para autobuses y vehículos de extinción de incendios.
En 1984 Iveco lanzó el TurboStar, un vehículo pesado de carretera que se convirtió en todo un éxito de ventas en Italia y en un importante protagonista del mercado europeo, del que se vendieron 50.000 unidades en siete años.
En 1985 Iveco fabricó el primer motor diésel ligero con inyección directa.
Desde 1986, Iveco S.p.A. poseía una participación del 52% en Iveco Ford Truck Ltd, una empresa conjunta (y, en realidad, una fusióno una asociación a partes iguales realizada con) con la división de camiones de Ford. Las plantas de Ford asumieron la producción y las ventas de los principales vehículos de la gama Iveco y continuaron la producción del Ford Cargo. A mediados de la década de 1980, Astra Veicoli Industriali, fabricante de dumpers y vehículos para obras de construcción y canteras en Piacenza, pasó a formar parte del Grupo Iveco. En 1989, se fabricó el primer motor diésel con EGR para reducir las emisiones contaminantes, compatible con vehículos comerciales, y el nuevo Daily, lanzado ese mismo año, lo equipó.
En 1989 se fabricó el primer motor diésel con EGR para reducir las emisiones contaminantes compatible con los vehículos comerciales y ese mismo año se lanzó el nuevo Daily ya equipado con este motor.
A principios de los años 1990, debido a la gama envejecida y del progreso de la competencia, la empresa entra en crisis, lo que obliga a la compañía a una reorganización.
En 1990, Iveco adquirió el 60% de las acciones de la compañía industrial española ENASA, a la que pertenecía el fabricante de vehículos industriales Pegaso.  Esto marcó un paso muy importante en la historia de Iveco puesto que se convirtió en un importante partícipe en los mercados de los países europeos. Con esta adquisición, Iveco amplió la cantidad de plantas industriales, estableciéndose en Barcelona, en Valladolid (1.200 trabajadores) y en Madrid, todas ellas en España.
En 1990, el grupo adquirió el 60% del control de la empresa industrial española ENASA, propietaria del fabricante de vehículos industriales Pegaso. En la década de 1990, los vehículos EuroCargo, EuroTech, EuroTrakker y EuroStar representaron una renovación total de la gama. El EuroCargo y el EuroTech fueron nombrados "Camión del Año" en 1992 y 1993, respectivamente, y por primera vez, este reconocimiento fue otorgado al mismo fabricante durante dos años consecutivos. La empresa inglesa Seddon Atkinson fue adquirida en 1991 y aportó su largo legado de vehículos especiales para las industrias de la construcción y la recogida de basuras. Ese mismo año, se inauguró la primera línea de montaje de TurboDaily en Nanjing Motor Corporation en China. En 1991, IVECO anunció que se retiraba del mercado norteamericano al final del año calendario; Allí vendían el Iveco Z/Euro de gama media desde 1978. En 1992, Iveco se hizo cargo del principal constructor de vehículos industriales en Australia para formar Ital, originalmente llamada International Trucks Australia. En 1996, las actividades de extinción de incendios en Alemania se estructuraron bajo la empresa Iveco Magirus Brandschutztechnik GmbH. Al año siguiente, estas actividades se vieron impulsadas por la llegada de una empresa austriaca, Löhr, que luego se convirtió en Löhr Magirus. En 1998, se lanzó el Cursor 8, seguido al año siguiente por el Cursor 10, el primer motor diésel con turbina de geometría variable y el primer motor diésel common-rail para vehículos industriales pesados. El 125.º aniversario de la presentación de la primera escalera Magirus se celebró junto con la entrega de la escalera aérea Magirus número 5000 producida desde la Segunda Guerra Mundial. Magirus fue vendida al grupo inversor Matares SE en 2024.
En 2000, pasó a llamarse Iveco Trucks Australia Limited. En 2003, Iveco adquirió la totalidad de Irisbus, originalmente parte de una empresa conjunta con Renault. En 2004, se introdujo la marca Iveco Motors, que se convirtió en la principal empresa para la producción de motores; al año siguiente, se incorporó a la recién fundada Fiat Powertrain Technologies. A finales de 2004, Iveco y la empresa china SAIC Motor alcanzaron un acuerdo para formar SAIC Iveco Hongyan.
En esos años continuó expandiéndose: en 1991 adquirió la compañía inglesa Seddon Atkinson, que aportó su amplia experiencia en vehículos especiales para el sector de la construcción y de recogida de residuos. Ese mismo año, se inauguró la primera línea de montaje del TurboDaily en Nanjing Motor Corporation, China.  En 1992, Iveco adquiere la compañía Ital (el International Trucks Australia limited). También se procedió a la creación de Iveco Mercosur, construyendo una planta en Brasil en 1997.
En la década de 1990, los vehículos EuroCargo, EuroTech, EuroTrakker y EuroStar representaron una renovación total de la gama. El EuroCargo y el EuroTech fueron nombrados “Truck of the Year” en 1992 y en 1993 respectivamente y fue la primera vez que este reconocimiento se otorgó a un mismo fabricante durante dos años consecutivos.
En 1995 Iveco firmó un acuerdo con Yuejin Motor Corporation de Nankín para constituir la sociedad Naveco destinada a la producción de vehículos ligeros y motores diésel. Mientras tanto, la división de vehículos de extinción de incendios firmó un acuerdo con el Grupo Sinopec para el ensamblaje de vehículos especiales con extintores de espuma en China. En 1996 las actividades de extinción de incendios en Alemania se estructuraron bajo la compañía Iveco Magirus Brandschutztechnik GmbH. Al año siguiente, la llegada de una compañía austriaca, Löhr, impulsó estas actividades, pasando a ser Löhr Magirus. La planta italiana de Foggia batió el récord de 2,5 millones de motores fabricados en 20 años y en 1999, la producción de sistemas de propulsión diésel alcanzaron su mayor volumen de producción: 405.000 unidades.

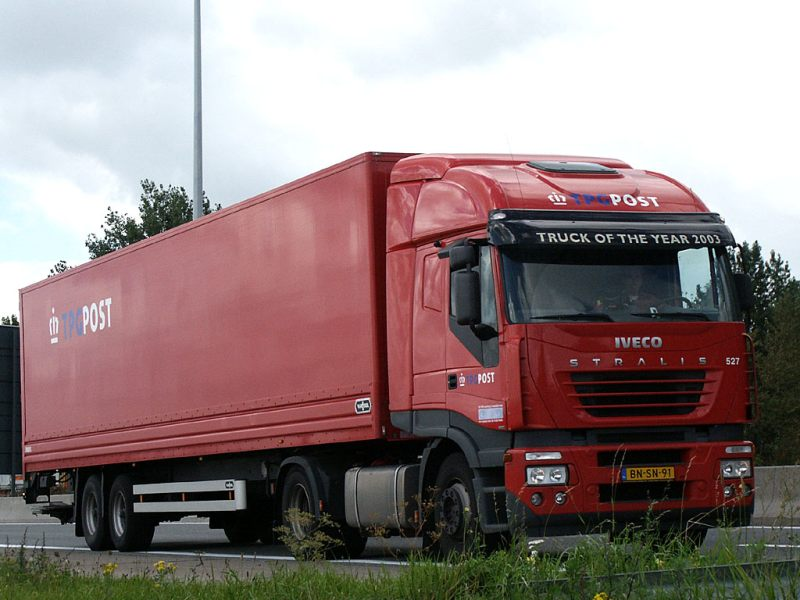
Iveco Stralis.

En 1997, se procede a crear "Transolver", una institución financiera y de atención al cliente. En 1998 se presentó el Cursor 8, seguido al año siguiente por el Cursor 10, el primer motor diésel con turbina de geometría variable y el primer motor diésel Common Rail para vehículos industriales pesados. El 125° aniversario de la presentación del primer Magirus Leiter se celebró junto con la entrega del Magirus con escalera extensible número 5.000 fabricado desde la Segunda Guerra Mundial.
En el año 2000 el modelo Daily recibió el premio "International Van of the Year". La nueva versión del modelo Daily fue recompensado nuevamente como "Van del año" en 2005. El vehículo para transporte pesado más reciente es el modelo Stralis, una evolución del Eurostar, que ha sido recompensado como "Camión del Año" en 2003. Ese mismo año,Iveco adquirió la totalidad de Irisbus, que originalmente formaba parte de una joint venture con Renault.
En 2004 se creó la marca Iveco Motors, convirtiéndose en la empresa matriz para la producción de los motores, y al año siguiente fue incorporada a la recién fundada Fiat Powertrain Technologies. A finales de 2004 entró en vigor el acuerdo entre Iveco y la compañía china Saic (Shanghai Automotive Industry Corporation).
En 2006 Iveco patrocinó los Juegos Olímpicos de Turín con una flota constituida por 1.200 autobuses Iveco Irisbus. Al año siguiente, Iveco fue el patrocinador de All Blacks, el equipo de rugby de Nueva Zelanda.
En 2009 Iveco se convirtió en el proveedor de Camiones y Vehículos comerciales para el Moto GP, además de seguir con su esponsorización histórica del equipo Ferrari Racing, al que proporciona los vehículos para transportar los monoplazas de las carreras del Campeonato Mundial de Fórmula 1.
El 1 de enero de 2011 se constituyó Fiat Industrial, incorporando CNH, Iveco y FPT Industrial. En septiembre de ese mismo año, se inauguró el Fiat Industrial Village en Turín, un centro multifuncional propiedad de Fiat Industrial creado para los servicios de venta, asistencia y presentación de los productos de las marcas Iveco, New Holland y FPT Industrial.
El 15 de enero de 2012, Iveco ganó la 33.ª edición del rally Dakar con el equipo Petronas De Rooy y el conductor holandés Gerard De Rooy, al volante de un Iveco Powerstar. Siguiendo a De Rooy iban los conductores Stacey y Biasion al volante de dos Iveco Trakker Evolution 2, equipados con un motor C13 FPT Industrial con más de 900 CV.
El 11 de noviembre de 2021, Iveco publicó el prospecto para su escisión de CNH Industrial, que operará como una sociedad separada con cotización oficial denominada Iveco Group N.V. Tras la escisión, el 1 de enero de 2022, Iveco pasó a formar parte de Iveco Group N.V., la empresa matriz de los negocios de camiones y vehículos especiales, sistemas de propulsión y servicios financieros relacionados, anteriormente propiedad de CNH Industrial. A partir de 2023, la compañía forma parte de los Índices de Sostenibilidad Dow Jones.
El 30 de julio de 2025, Iveco anunció la venta de sus negocios de defensa, que comprenden las marcas IDV y Astra, a Leonardo y de su negocio de camiones comerciales a Tata Motors. Se espera que las transacciones se completen en el primer semestre de 2026.
En 2025, el grupo indio Tata anunció un acuerdo con Exor para la compra de todo el negocio de camiones y autobuses de Iveco, para su integración en Tata Motors.

## Marcas

### Iveco
Iveco es la marca comercial de los vehículos industriales ligeros, medios y pesados. La gama de vehículos ligeros se compone del Nuevo Daily en sus versiones que van desde las 2,8 t hasta las 7 t y tracción 4x4. La gama de vehículos medios incluye el Eurocargo, disponible en las versiones de 7 t a 19 t y tracción 4x2 o 4x4. El Stralis y el Trakker, de 19 t a 72 t, componen la gama de vehículos pesados con versiones de dos, tres o cuatro ejes con tracción integral o en dos ruedas.

### Iveco Bus
Iveco Bus es una marca especializada en vehículos para el transporte de pasajeros que abarcaba desde los minibuses hasta los autobuses para el transporte urbano e interurbano y los autobuses turísticos. Conocida anteriormente como Irisbus, el 24 de mayo de 2013 hubo un relanzamiento de la marca con el nuevo nombre de Iveco Bus.

### Iveco Astra
Iveco Astra es una marca dedicada a los vehículos off-road para el sector de la construcción y la minería. Fábrica vehículos pesados de carretera y todoterreno, así como unidades tractoras pesadas para el transporte por carretera y vehículos logísticos, incluyendo vehículos blindados para las fuerzas armadas. La compañía fue fundada en 1946, pero forma parte de Iveco desde 1986.

### Iveco Magirus
Iveco Magirus es la marca dedicada a los vehículos de extinción de incendios y sus equipamientos. Iveco Magirus también fábrica escaleras extensibles, sector en el que es líder mundial. Fue fundada en 1894 por Conrad Magirus, jefe de bomberos de Ulm, Alemania, quien también inventó las escaleras para los vehículos de extinción de incendios.

### Iveco Defence Vehicles
Iveco Defence Vehicles es la marca especializada en la producción y venta de vehículos militares y de defensa. Tiene su sede en Bolzano, donde se produce el Iveco LMV, uno de los vehículos más famosos de la marca empleado por muchos ejércitos europeos y de otros continentes.

### Iveco Capital
Iveco Capital es la división financiera de Iveco, que ayuda a sus clientes en la compra de los vehículos.

### Sociedades
Iveco cuenta con una extensa red de sociedades, especialmente en el mercado chino, entre las que se incluyen:
- Naveco, especializada en vehículos medios y ligeros[61]
- Saic-Iveco Hongyan (SIH), especializada en vehículos pesados[62]
- Saic-Iveco FPT Hongyan (SFH), especializada en motores para vehículos pesados[63]

## Iveco en el mundo

### Argentina
Iveco posee una filial en Argentina desde hace más de 40 años. Posee oficinas comerciales en la Ciudad Autónoma de Buenos Aires y un centro industrial en la Provincia de Córdoba, en la localidad de Ferreyra. Cuenta con más de 900 empleados entre ambas sedes.
Desde su planta de Córdoba abastece al mercado local como así también a países del Mercosur, otras naciones de América Latina y Oriente. La planta cuenta con la certificación ISO 9001:2008 (Calidad) y OHSAS:18001 (Seguridad e Higiene). Al mismo tiempo, se encuentra dentro del programa de Grupo Fiat denominado World Class Manufacturing, trabajando sobre los sistemas de calidad, mantenimiento, costos y logística.

#### Inversiones
Iveco Argentina anunció inversiones de 20 millones de pesos, destinadas a duplicar la capacidad instalada y los actuales volúmenes de producción de su gama de vehículos pesados y medianos en su planta de Córdoba.
Con estas inversiones, Iveco Argentina, único productor de camiones en el país, proyecta pasar a una producción a régimen de 20.000 unidades anuales, el doble de las 10 000 unidades alcanzadas en 2007.
Incluso, con la entrada en vigencia de la norma anticontaminación Euro V en Argentina, se lanzó la línea Ecoline , donde se renovó el portfolio de productos.

#### Modelos producidos por IVECO en Argentina
Iveco 90E14 / 90E15 / 120E15 / 120E17 / 140E18 / 140E20 / 150E20 N - T / 160E18 GNC / 160E21 / 160E23 N - T / 160E23 Rec / 160E25 / 170E21 / 170E22 4185-4815 / 170E24 / 170E25 / 180E32 / 180E33 / 
180E35 / 230E22 / 230E24 / 240E25 / 260E25 / EuroTech 200E37 H / EuroTrakker 200E41 H / 320E18 / 380 E37 / 380T38 / 380T42 / 450E32 T / EuroTech 440E42 / EuroTech 450E37 / EuroTech 450E32 TY (6x2) / 
Eurotech 450E41 / EuroTrakker 450E41 HT / 720E42 / Eurotech Cursor 190E31 / EuroTech Cursor 450E31T / MP 450E42 TZ / MP 720E42 HT / 720T42 / 450S38T / AT 450S42T / AT 570 S38T / AT 570 S42 TZ / AT 740S42 / 200S38 / ATN 200 S41  / AT 200 S42 / ATN 490 S38T / ATN 490 S39T / ATN 490 S41T / ATN 490 S42T / ATN 490 S46T / ATN 740 S46TZ / Powerstar 450E37.
CC170E22 / 118E20 - 4815 / Iveco 118E22-4815 / CC 170E24
EURO V
Tector Attack 170E22/170E22T / 170E28 / 240E28 / 260E28 / 450C33T / 180C33 / 200S36 / 200S44 / 460S36T / 490S44T / 530S36T / 600S44T / 800S48TZ / Trakker 410T44 / 410T48
EURO V Autoshift
Tector 170E30T / Tector 170E30N 4x2 / Tector 240E30 6x2 / Tector 260E30 6x4

### Rusia
En el año de 1994, y sobre el marco de las privatizaciones del conglomerado industrial soviético ahora en manos de la Federación Rusa; la fábrica "UralAZ", junto con el conglomerado italiano automotríz Iveco fundarían una empresa conjunta para la producción de camiones pesados, una sociedad a la que se llamaría posteriormente "Iveco/UralAZ"; y que más adelante sería redenominada "Iveco-AMT".

### Serbia

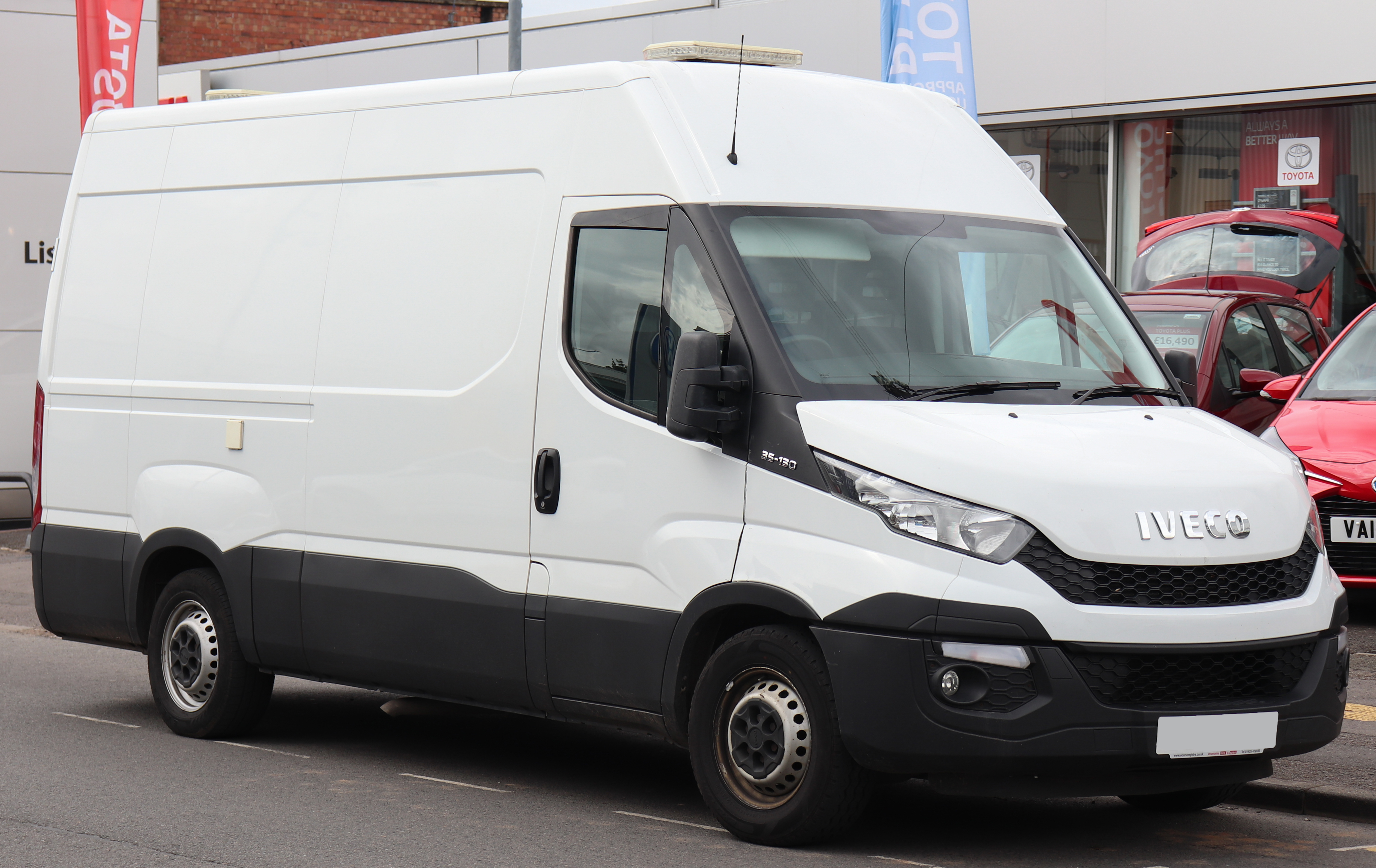
Iveco Daily.

## Estado financiero
En 2012 los ingresos netos de Iveco ascendieron a 8,9 mil millones de euros.[46] Se entregó un total de 153.384 vehículos, registrando un aumento del 18,3% con respecto a 2010.

## Producción de motores y vehículos híbridos
Los motores utilizados por Iveco son producidos por FPT Industrial, filial de IVECO GROUP N.V. dedicada al diseño, desarrollo, fabricación y comercialización de motores para vehículos industriales, marinos,  generadores eléctricos y del sector ferroviario. 
En Europa sus tres principales plantas son: SOFIM Foggia, Italia (8140-series); Iveco-Turín, Italia (8000 y NEF-series); y Bourbon-Lancy, Francia (Cursor-serie).

## Proyectos de innovación y sostenibilidad

### Responsabilidad social
Iveco colabora desde 2005 con Transaid, una organización internacional sin ánimo de lucro de Inglaterra. En 2011 donó varios Stralis 4x2 al National Institute of Transport de Dar es-Salam de Tanzania, destinados a la formación de conductores de vehículos pesados con el objetivo de reducir el índice de mortalidad de la carreteras del África subsahariana. Iveco también patrocina un laboratorio tecnológico dedicado a los vehículos industriales llamado TechPro2, en asociación con CNOS-FAP (Centro Nacional de Obras Salesianas – Formación para la actualización profesional).

### Concesionario ecológico en Brasil
En 2011 Iveco inauguró su primer concesionario eco-sostenible en Brasil. La sede del nuevo concesionario “Jundiaí Mercalf” está en Jundiaí, aproximadamente a 80 km de São Paulo, una zona muy soleada que permite utilizar la luz solar para producir energía. El edificio cuenta con un techo especial revestido con una superficie de hierba, colocada a su vez sobre varias capas de material reciclado y una de asfalto, que es capaz de reducir hasta seis grados la temperatura interna del salón de exhibiciones. Dicho techo también está dotado de tubos especiales para canalizar y recoger las aguas pluviales.

### Movilidad sostenible

#### Motores Euro VI con tecnología SCR
Los motores Iveco pertenecientes a la gama Cursor y Tector cumplen la próxima normativa Euro VI gracias a la tecnología High Efficiency SCR (HI-eSCR). Esta tecnología optimiza el proceso de combustión y post-tratamiento de los gases de escape, reduciendo el consumo y mejorando notablemente la eficiencia de la conversión de las emisiones de NOx.

#### Propulsores eléctricos
Iveco desarrolló y construyó el primer Daily con propulsión eléctrica en 1986; posteriormente amplió la gama incluyendo los camiones y los autobuses urbanos. Iveco presentó el Nuevo Daily con propulsión eléctrica y cero emisiones en el que un sistema de baterías, con la ayuda de un inversor, alimenta un motor eléctrico asíncrono trifásico capaz de desplazar directamente el vehículo y recuperar la energía de frenado. El vehículo funciona con dos a cuatro baterías de Na/NiCl2 (sodio-níquel-cloro), con una tensión nominal de 278 voltios. La velocidad máxima está limitada electrónicamente a 70 km/h y el vehículo recorre de 90 a 130 km con la batería completamente cargada, dependiendo del número de baterías y del tipo de misión.

#### Tracción híbrida diésel-eléctrica paralela
La solución híbrida paralela incorpora un motor diésel y un motor eléctrico que se pueden utilizar por separado o a la vez, lo que permite al vehículo trabajar tanto en contextos urbanos como no urbanos. En 2010 Iveco introdujo esta tecnología en el Eurocargo Ibrido, un vehículo comercial para el mercado europeo con propulsión eléctrica-diésel paralela destinado a la entrega y recogida de mercancías en los centros de las ciudades. La carga útil se reduce tan sólo de 200 kg en comparación con los modelos con motores diésel, pero se puede ahorrar hasta un 30% en el ciclo urbano. El Eurocargo híbrido está disponible en dos versiones:
1. la versión de 7,5 toneladas monta un motor Tector Diésel FPT Industrial con 16 válvulas y 4 cilindros Euro V, con una potencia máxima de 160 CV (118 kW), que se combina con un motor-generador eléctrico de 60 CV (44 kW), un cambio automático de 6 velocidades y un grupo de baterías de iones de litio (Li-Ion) con una capacidad nominal de 1,8 kWh.[79]
2. la versión de 12 toneladas monta un motor FPT Industrial Tector con 16 válvulas y 4 cilindros EEV con una potencia máxima de 180 CV (132 kW), que se combina con un motor-generador eléctrico de 60 CV (44 kW), con cambio automático de 6 velocidades y un grupo de baterías de iones de litio (Li-Ion) con una capacidad nominal de 1,8 kWh.[79]

#### Tracción híbrida diésel-eléctrica en serie para el transporte de pasajeros
Iveco ha estado trabajando en este sector desde 1990 con autobuses de 6, 7, 4 y 12 metros para el transporte urbano de pasajeros. La tecnología híbrida en serie lleva un motor diésel, más pequeño que el de los vehículos tradicionales, que funciona como cargador de baterías.

#### CNG – Gas natural comprimido
La gama Iveco de vehículos ligeros, medios y pesados puede funcionar con gas natural. El metano permite reducir el consumo hasta en un 38% por kg transportado con respecto al consumo de los motores diésel con la misma carga útil y la misma distancia recorrida. Además, en comparación con los motores diésel Euro VI, los motores de metano reducen las emisiones NOx en un 60% y la emisión de partículas en un 70% aproximadamente.

#### LNG – Gas Natural Licuado
En abril de 2012 Iveco presentó su primer vehículo con esta tecnología: el Stralis LNG. A diferencia de los vehículos con tecnología CNG, la tecnología LNG permite una mayor autonomía, pudiendo recorrer hasta 750 kilómetros con el depósito lleno y reducir la tara del vehículo, lo que conlleva un aumento de la capacidad de carga. La principal diferencia entre estas dos tecnologías reside en el tipo de almacenamiento del gas natural empleado, que en este caso se mantiene en estado líquido a una temperatura de -125 °C en depósitos criogénicos; luego se calienta en un intercambiador de calor de manera que cuando llega al motor ya se encuentra en estado gaseoso. También reduce los niveles de ruido de 3 a 6 decibelios con respecto a un vehículo análogo que monte un motor diésel.

#### Iveco Trakker bicombustible – Prototipo etanol-diésel
Iveco creó el primer prototipo de vehículo bicombustible alimentado por diésel y etanol. Esta tecnología fue desarrollada por Iveco en colaboración con FPT Industrial y Bosch. El prototipo emplea un camión Trakker con motor Cursor 9 Common Rail de 360 CV que puede ser alimentado por una mezcla de combustible con un porcentaje de 40-60% de etanol-diésel. El prototipo fue probado por Raízen, una joint venture constituida entre el productor brasileño de azúcar de caña Cosan y la petrolera Shell. En 2011 Iveco fue galardonada por este prototipo con el “Prêmio Top Etanol” en la tecnología para el uso de combustibles alternativos.

#### Sistemas de calefacción y aire acondicionado
En el Iveco Daily se instaló un prototipo de bomba de calor para vehículos eléctricos e híbridos. El sistema enfría o calienta el habitáculo transmitiendo el calor a bajas temperaturas generado por los sistemas de propulsión. Las estrategias de control, a su vez, minimizan la demanda de energía con el fin de reducir el impacto en el consumo.

## Vehículos comerciales

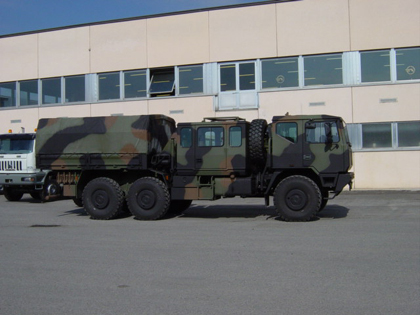
Iveco Astra

- Jolly
- SuperJolly
- Daily
- Trakker
- Stralis
- EcoStralis
- Eurostar
- Powerstar

- Eurotech
- Eurocargo
- Tector
- Cavallino
- Acco

## Vehículos especiales
- Iveco Magirus
- Massif

## Vehículos militares
- Iveco LMV

## Fábricas
- Alemania, Ulm: Fabricación de camiones de bomberos bajo la marca Iveco Magirus. 48°21′33″N 9°56′07″E / 48.359221, 9.935408
- Argentina, Ferreyra, Córdoba: Fabricación de camiones medios y pesados bajo la marca Iveco. 31°27′00″S 64°07′17″O / -31.45012, -64.12126
- Australia, Dandenong: Fabricación de camiones ligeros, medios y pesados bajo la marca Iveco. 38°00′09″S 145°13′50″E / -38.002551, 145.230603
- Brasil, Sete Lagoas: Fabricación de camiones ligeros, medios y pesados bajo la marca Iveco. 19°22′03″S 44°12′11″O / -19.36748, -44.203116
- China
  - Nanjing: Fabricación de camiones ligeros y medios bajo la marca Iveco. Pertenece a la joint venture entre el grupo Iveco y Nanjing Automotive Corporation. 32°05′36″N 118°49′05″E / 32.093469, 118.818002
  - Chongging: Fabricación de camiones pesados bajo la marca Hongyan. Pertenece a la joint venture SAIC-Iveco Hongyan (Chongqing Hongyan Motor Company, Ltd.). 29°41′11″N 106°31′54″E / 29.686338, 106.531634
- España
  - Madrid: Fabricación de camiones pesados bajo la marca Iveco. Perteneció a ENASA y en ella se fabricaban los automóviles Pegaso. 40°26′45″N 3°33′01″O / 40.44591, -3.550397
  - Valladolid: Fabricación de camiones ligeros bajo la marca Iveco. Perteneció a SAVA. 41°38′13″N 4°42′41″O / 41.636951, -4.711375
- Etiopía, Addis Abeba: Fabricación de camiones medios y pesados bajo la marca Iveco. Perteneciente a Automotive Manufacturing Co. of Ethiopia (AMCE). 9°00′52″N 38°48′18″E / 9.014444, 38.80489
- Francia
  - Annonay: Fabricación de autobuses y autocares bajo la marca Irisbus. Perteneció a ISOBLOC y posteriormente a Renault Véhicules Industriels (RVI). 45°15′05″N 4°39′58″E / 45.251382, 4.666208
  - Rorthais: Fabricación de autobuses urbanos bajo la marca Irisbus. Perteneció a Heuliez Bus. 46°54′12″N 0°41′30″O / 46.903269, -0.691586
- Italia
  - Bolzano: Fabricación de vehículos militares para Iveco Defence Vehicles. 46°28′52″N 11°19′57″E / 46.48098, 11.33263
  - Brescia: Fabricación de camiones de bomberos bajo la marca Magirus. 45°33′08″N 10°12′06″E / 45.552316, 10.201614
  - Brescia: Fabricación de camiones medios bajo la marca Iveco. 45°33′10″N 10°12′29″E / 45.552902, 10.207987
  - Piacenza: Fabricación de vehículos especiales bajo la marca Iveco Astra. 45°02′25″N 9°44′26″E / 45.040374, 9.74048
  - Suzzara: Fabricación de vehículos comerciales ligeros bajo la marca Iveco. 44°59′45″N 10°45′32″E / 44.995812, 10.758754
  - Vittorio Veneto: Fabricación de vehículos militares para Iveco Defence Vehicles. 45°58′11″N 12°18′40″E / 45.969851, 12.311203
- República Checa, Vysoke Myto: Fabricación de autobuses y autocares bajo la marca Irisbus. Perteneció a Karosa. 49°57′27″N 16°08′52″E / 49.957531, 16.147837
- Rusia, Miass: Fabricación de camiones pesados bajo la marca Iveco AMT. Pertenece a una joint venture entre el Grupo Iveco y UralAZ. 55°05′33″N 60°07′29″E / 55.092461, 60.124845
- Venezuela, La Victoria: Fabricación de camiones ligeros, medios y pesados bajo la marca Iveco. 10°13′00″N 67°19′32″O / 10.21659, -67.325622

## Ex fábricas
- Alemania
  - Görlitz: Fabricación de camiones de bomberos bajo la marca Magirus. Cerrada en 2012. 51°08′44″N 14°59′48″E / 51.145648, 14.996723
  - Weisweil: Fabricación de camiones de bomberos bajo la marca Magirus. Cerrada en 2012. 48°12′03″N 7°40′50″E / 48.200723, 7.680692

- Austria, Graz: Fabricación de camiones de bomberos bajo la marca Magirus. Cerrada en 2012. 47°05′23″N 15°34′24″E / 47.089633, 15.573367
- España, Barcelona: Fabricación de autobuses bajo la marca Irisbus y componentes bajo la marca Componentes Mecánicos, S.A. (COMESA). Perteneció a ENASA y en ella se fabricaban los camiones Pegaso. Cerrada en 2011. 41°19′33″N 2°07′54″E / 41.325745, 2.131727
- Francia, Chambery: Fabricación de camiones de bomberos bajo la marca Magirus. Perteneció a la empresa CAMIVA. Cerrada en 2012. 45°34′24″N 5°57′37″E / 45.573382, 5.960408
- Italia, Valle Ufita: Fabricación de autobuses urbanos bajo la marca Irisbus. Cerrada en 2012. 41°04′01″N 15°06′59″E / 41.066894, 15.116486
- Libia, Tajoura: Fabricación de minibuses y camiones ligeros y pesados bajo la marca Libya Trucks And Buses Co. (TBCo). Cerrada en 2011.

## Premios
| Año  | País        | Producto                                   | Premio                                                                                          |
| ---- | ----------- | ------------------------------------------ | ----------------------------------------------------------------------------------------------- |
| 2014 |             | New Daily                                  | Van Of The Year 2015                                                                            |
| 2012 |             | Stralis Hi-Way                             | Truck of the Year 2013                                                                          |
| 2012 | España      | Nuevo Daily                                | Light Commercial Vehicle of the Year                                                            |
| 2012 | Alemania    | Nuevo Daily                                | Premio Europeo a la Sostenibilidad del Transporte                                               |
| 2011 | Brasil      |                                            | Premio tecnología “Top Ethanol”                                                                 |
| 2010 | China       | Genlyon                                    | Truck of the Year 2010                                                                          |
| 2010 | Italia      |                                            | “Prize of Prizes” en Innovación                                                                 |
| 2009 | Reino Unido | Daily (alimentado con gas)                 | Green Van of the Year 2009 en la categoría de combustibles alternativos de los Fleet Van Awards |
| 2009 | Brasil      | Tector                                     | Truck of the Year 2010                                                                          |
| 2008 | Reino Unido | Daily                                      | Best Light Truck 2008 en los Van Fleet World Honours                                            |
| 2007 | España      | Daily                                      | Light Commercial Vehicle of the Year Award                                                      |
| 2007 | Reino Unido | Daily                                      | Best Light Truck 2007                                                                           |
| 2007 | Italia      |                                            | Performance Key Award                                                                           |
| 2000 |             | Gama de vehículos Daily para el transporte | Van of the Year 2000                                                                            |
| 1998 | Australia   |                                            | Australian Truck of the Year 1998                                                               |
| 1995 |             | EuroClass HD                               | International Coach of the Year                                                                 |
| 1993 |             | EuroTech                                   | Truck of the Year                                                                               |
| 1992 |             | EuroCargo                                  | Truck of the Year                                                                               |

## Patrocinadores
Iveco patrocinó los Juegos Olímpicos de Moscú de 1980, la Copa Davis de 1982, las expediciones de Jacques Cousteau a la cuenca del Amazonas de 1983 y el Raid Pigafetta, durante el cual el Iveco-Fiat 75 PC 4x4 fue el primero en dar la vuelta completa al mundo. También se formaron dos nuevas divisiones: motores diésel para autobuses y vehículos de extinción de incendios. También patrocinó la primera de dos peleas entre Sugar Ray Leonard y Tommy Hearns y entre Aaron Pryor y Alexis Argüello.
En 2006, Iveco patrocinó los Juegos Olímpicos de Invierno de 2006 en Turín con una flota de 1200 autobuses Irisbus. Al año siguiente, Iveco se convirtió en patrocinador de los All Blacks, el equipo de rugby de Nueva Zelanda. En 2009, Iveco se convirtió en el proveedor de camiones y vehículos comerciales para Moto GP, además de su histórico patrocinio a la Scuderia Ferrari.
Iveco ganó el Rally Dakar de 2012 con el equipo Petronas De Rooy y el piloto holandés Gerard De Rooy, al volante de un Iveco Powerstar. A De Rooy le siguieron los pilotos Stacey y Biasion, al volante de dos vehículos Iveco Trakker Evolution 2, equipados con un motor FPT Industrial C13 de más de 900 CV. De Rooy ganó el Rally Dakar de 2016 para Iveco, mientras que Janus van Kasteren ganó el Rally Dakar de 2023.